# オクサナ・コスティナ
オクサナ・アレクサンドロヴナ・コスティナ （ロシア語：Оксана Александровна Костина, 英語：Oksana Alexandrovna Kostina, 1972年4月15日 - 1993年2月11日）は、ロシアの新体操選手。モスクワ出身。

## 略歴
1989年と1991年の世界新体操選手権にソ連の団体総合のメンバーとして出場し、2連覇に貢献した。ナショナルチームにオクサナ・スカルディーナ、アレクサンドラ・ティモシェンコという2大エースがいたため、個人での出場機会はなかなか与えてもらえず、1992年のバルセロナオリンピックも代表に選出されなかった。スカルディーナとティモシェンコが欠場した1992年11月の世界新体操選手権では、史上2人目となる個人5種目完全制覇を達成した。
同大会直後に引退。その後、バルセロナ五輪近代五種競技の銅メダリストエドゥアルド・ゼノフカと婚約した。1993年2月11日、ゼノフカの運転する自動車に同乗中に交通事故により死亡。その後の警察の調査では、事故当時、ゼノフカがかなり酔っていたことが明かされた。